# Hernieuwbare energie in de Europese Unie

Aandeel van hernieuwbare energie per land in de Europese Economische Ruimte.(2019)

Anno 2016 bestond 17% van het energieverbruik in de Europese Unie uit hernieuwbare energie. Het gebruik van hernieuwbare energie is belangrijk om zowel de afhankelijkheid van buitenlands import te verminderen, als om de klimaatverandering tegen te gaan.

## Beleid en doelstellingen

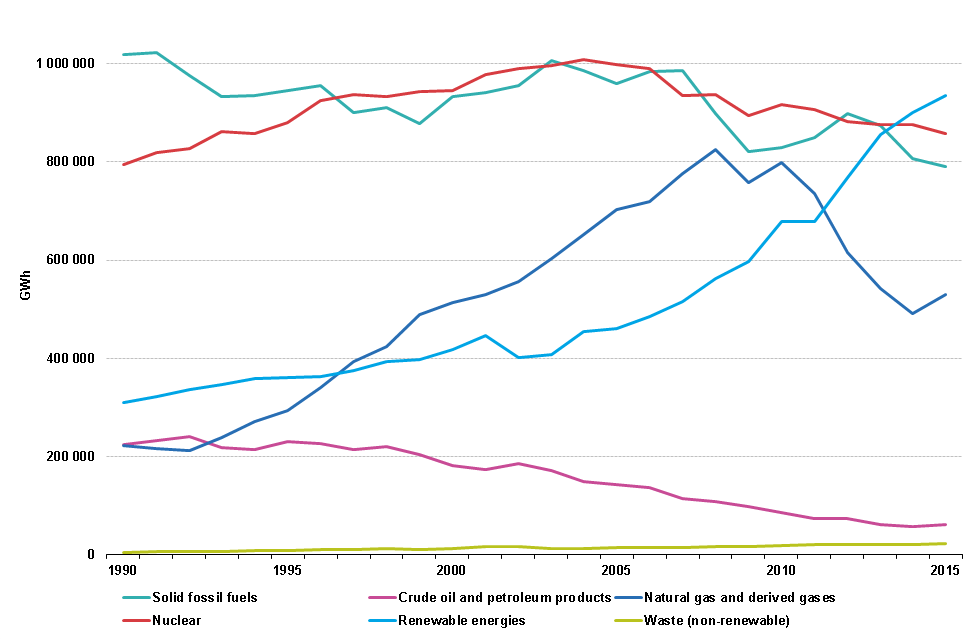
Verschillende bronnen van elektriciteitsproductie in Europa tussen 1990 en 2013, gemeten in GWh.

In 2009 legde de Europese Richtlijn Hernieuwbare Energie bindende regels op voor alle EU-lidstaten. De doelen waren dat de EU 20% hernieuwbare energie bereikte in 2020 en dat de transportsector tegen dan 10% hernieuwbare energie gebruikte.
Artikel 4 van de Richtlijn Hernieuwbare Energie verplichtte lidstaten om een actieplan op te stellen over hernieuwbare energie voor 30 juni 2010. Deze actieplannen bevatten een stappenplan hoe elke lidstaat zijn doelstellingen voor het aandeel van hernieuwbare energie wilde halen tegen 2020. Lidstaten moesten doelstellingen vastleggen per sector, welke verschillende energiebronnen men verwachtte te gebruiken, het traject dat men wilde volgen en de maatregelen die men wilde nemen om het doel te bereiken. De plannen worden publiek gemaakt en werden geëvalueerd door de Europese Commissie.
| Lidstaat | Aandeel in 2005 | Aandeel in 2016 | Doelstelling voor 2020 |
| --- | --------------- | --------------- | ---------------------- |
| België | 2.2%            | 8.7%            | 13%                    |
| Bulgarije | 9.4%            | 18.8%           | 16%                    |
| Cyprus | 2.9%            | 9.3%            | 13%                    |
| Denemarken | 17%             | 32.2%           | 30%                    |
| Duitsland | 5.8%            | 14.8%           | 18%                    |
| Estland | 18%             | 28.8%           | 25%                    |
| Finland | 28.5%           | 38.7%           | 38%                    |
| Frankrijk | 10.3%           | 16%             | 23%                    |
| Griekenland | 6.9%            | 15.2%           | 18%                    |
| Hongarije | 4.3%            | 14.2%           | 13%                    |
| Ierland | 3.1%            | 9.5%            | 16%                    |
| IJsland* | 63.4%           | 72.6%           | 72%                    |
| Italië | 5.2%            | 17.4%           | 17%                    |
| Kroatië | 23.5%           | 28.3%           | 20%                    |
| Letland | 32.6%           | 37.2%           | 40%                    |
| Litouwen | 15%             | 25.6%           | 23%                    |
| Luxemburg | 0.9%            | 5.4%            | 11%                    |
| Malta | 0.0%            | 6%              | 10%                    |
| Nederland | 2.4%            | 6%              | 14%                    |
| Noorwegen* | 60.1%           | 69.4%           | 67.5%                  |
| Oostenrijk | 23.3%           | 33.5%           | 34%                    |
| Polen | 7.2%            | 11.3%           | 15%                    |
| Portugal | 20.5%           | 28.5%           | 31%                    |
| Roemenië | 17.8%           | 25%             | 24%                    |
| Slovenië | 16%             | 21.3%           | 25%                    |
| Slowakije | 6.7%            | 12%             | 14%                    |
| Spanje | 8.7%            | 17.3%           | 20%                    |
| Tsjechië | 6.1%            | 14.9%           | 13%                    |
| Verenigd Koninkrijk | 1.3%            | 9.3%            | 15%                    |
| Zweden | 39.8%           | 53.8%           | 49%                    |
| * Hoewel geen lid van de EU, hebben ook IJsland en Noorwegen hun actieplan hernieuwbare energie ingediend bij de Europese Commissie. |                 |                 |                        |

## Aandeel per energiebron

Uitrol van zonne-energie in Europa in 'watt per capita' van 1992 tot 2014.
0.1, n.v.t.
0.1-1
1-10
10-50
50-100
100-150
150-200
200-300
300-450

Aandeel van windenergie in de elektriciteitsvraag in Europa anno 2017.
> 40 %
20-30 %
10-20 %
< 10 %